# 側牙鱸
，俗名為月尾鱸、朱鱠，为石斑鱼科侧牙鲈属的珊瑚礁鱼类，分布于印度洋-太平洋海域，主要栖息于珊瑚礁外侧接近开阔水域处，领域意识强烈。该鱼主要捕食小鱼，有时会与海鳝或章鱼合作捕猎。侧牙鲈身形椭圆，嘴部有明显的犬齿。成鱼身体呈橙黄色或红色，体表有大量不规则斑点，鱼鳍边缘为黄绿色，尾鳍呈月牙形，幼鱼体表则有一条明显的黑斑。侧牙鲈出生时均为雌性，随年龄增长可变为雄性，全年均可繁殖。

## 物种命名
侧牙鲈的正模标本由瑞典博物学家彼得·福斯科尔在随探险队考察阿拉伯半岛时于今沙特阿拉伯吉达外海采集。福斯科尔虽在此次探险中死于疟疾，但他搜集的标本与笔记在经由同僚卡森·涅布尔整理后得以于1775年于《动物描述》一书中正式发表。此书中，侧牙鲈被划为鲈属的物种。1839年，英国博物学家威廉·斯文森将该种鱼移动至新建的侧牙鲈属。其属名“Variola”意为天花，指的是该鱼头部及身体上大量不规则斑点，而种加词louti则是阿拉伯语中对该鱼的称呼。

## 外貌描述

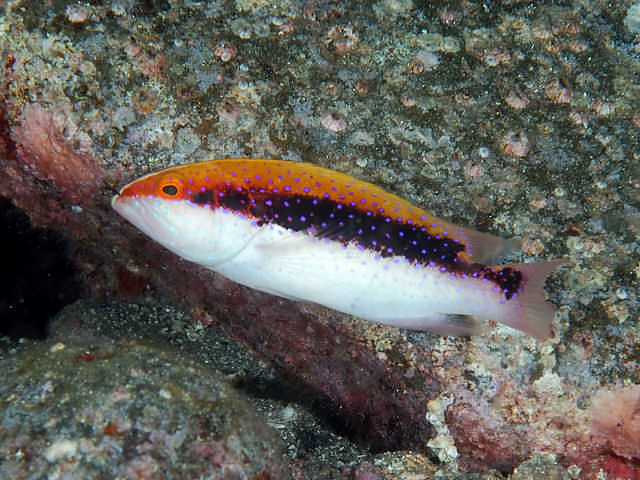
侧牙鲈幼鱼身上有一条极粗的黑色条纹

侧牙鲈身形椭圆，吻部尖锐，上颚有一对显著的犬齿，外侧为稀疏排列的锥形尖牙，内侧的牙齿则为绒毛状，下颚亦有1-2枚凸出的犬齿。该鱼前鳃盖骨呈圆形，外侧有细小的锯齿。成年个体身体呈橙黄色至红色不等，一般而言栖息于更深水域的个体颜色越红，其上还有颜色为白色、蓝色或薰衣草色的不规则斑点。该鱼胸鳍较宽，末端尖锐；尾鳍呈月牙形。该鱼背鳍通常有软条14根及硬棘9根，臀鳍有软条8根和硬棘3根。其各鱼鳍颜色于躯干相近，但外缘均为黄绿色。幼鱼上半身有一道极粗的黑色不规则条纹，下半身则为白色。目前已知的最大个体体长81厘米。

## 物种分布
侧牙鲈广泛分布于印度洋-太平洋海域的热带海域，分布范围西起红海及东非沿岸、东至波利尼西亚、北至日本南部、南至澳大利亚新南威尔士州，但不见于波斯湾水域。

## 生态与习性

### 栖息地

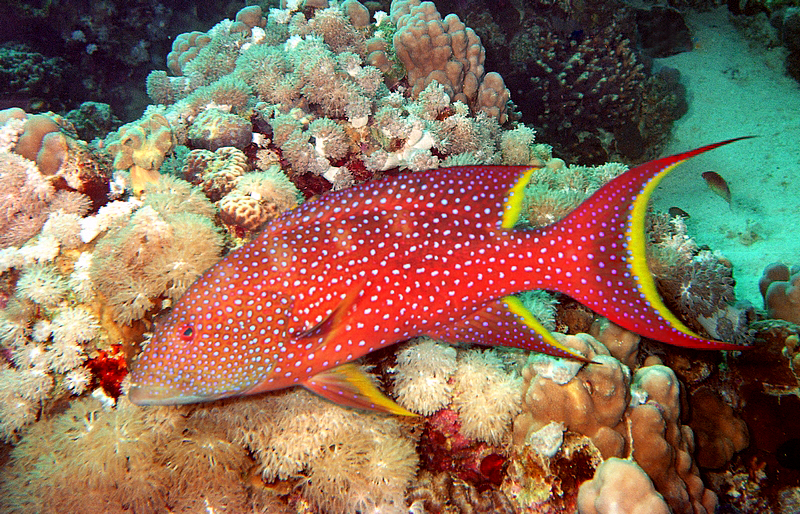
侧牙鲈常出没于靠近开阔水域的前礁区

侧牙鲈为珊瑚礁鱼类，相较于大陆架外侧的珊瑚礁，该鱼更偏好远洋岛屿周围的礁石。相较于其他石斑鱼，侧牙鲈一般出没于更深水域，在靠近开阔水域的前礁斜坡区尤其常见。该鱼有强烈的领域意识，会在一片礁石区来回巡逻，在遭遇同类时会通过斑点颜色变深的方式警告对方，如对方仍未撤离则会攻击。

### 食性
侧牙鲈几乎仅以鱼类为食，偶尔也会捕食虾蛄与螃蟹等底栖甲壳类。侧牙鲈一般为伏击掠食者，其会躲藏于洞穴中，或在海床或水层中保持静止不动，待猎物接近在发起攻击。该鱼时常会与海鳝或章鱼协作觅食。侧牙鲈会在礁石上方搜寻猎物，并通过转动身体或改变体色以标记猎物位置，而海鳝或章鱼会将躲藏的猎物自狭窄的珊瑚或石缝中赶出以便捕食。

### 生命周期
侧牙鲈为雌性先熟的顺序性雌雄同体：所有个体孵化时均会雌性，在约2.6岁时达到性成熟，彼时体长26厘米，而随年龄增长可能变为雄性。该鱼平均转变为雄性的年龄为6.1岁，平均体长为53厘米，而最快可在4岁时完成转变。其全年均可繁殖，但尤其集中在每年10月至次年3月。其绝大多数撒卵行为均在上弦月之前或下弦月之后。虽然目前缺少对侧牙鲈的繁殖细节，但由于其为顺序性雌雄同体，加之有改变体色的能力且雄鱼有强烈的领域意识，有学者认为雄性侧牙鲈可能会占据一片礁石，通过改变体色吸引游荡的雌性前来交配。

## 经济利用
侧牙鲈是经济价值极高的食用鱼，渔民多以单杆垂钓或鱼梁捕捉该鱼。该鱼肉质鲜美，适合清蒸。然而，该鱼可能因处于食物链上层而在体内蓄积大量雪卡毒素。此外，侧牙鲈也可作为观赏鱼饲养。

## 物种保育
目前侧牙鲈分布广泛、种群健康，虽在南亚部分水域因针对该鱼的捕捞而种群有所下降，但尚不足以影响其全球种群，IUCN将其评为无危。